# La última erranza
La última erranza es un cuento del escritor ecuatoriano Joaquín Gallegos Lara, publicado en diciembre de 1946 en la revista de la Casa de la Cultura. Fue la última obra escrita por Gallegos Lara antes de su muerte, ocurrida el año siguiente. La trama cuenta la historia de un judío que llega a Ecuador escapando del nazismo, pero que es marginado y maltratado a causa de la superstición y el fanatismo religioso de los pobladores.
El escritor y diplomático ecuatoriano Jorge Enrique Adoum lo calificó como el mejor cuento de Gallegos Lara, de tejido "apretado, compacto, solemne". Adoum destacó además el poder del relato como retrato de una época marcada por las persecuciones étnicas y raciales, el fanatismo en las creencias religiosas, la erranza del pueblo judío y las repercusiones del nazismo. El escritor y gestor cultural Iván Egüez lo tildó de "magnífico relato", mientras que Yanko Molina se refirió al mismo como "admirable".

## Argumento

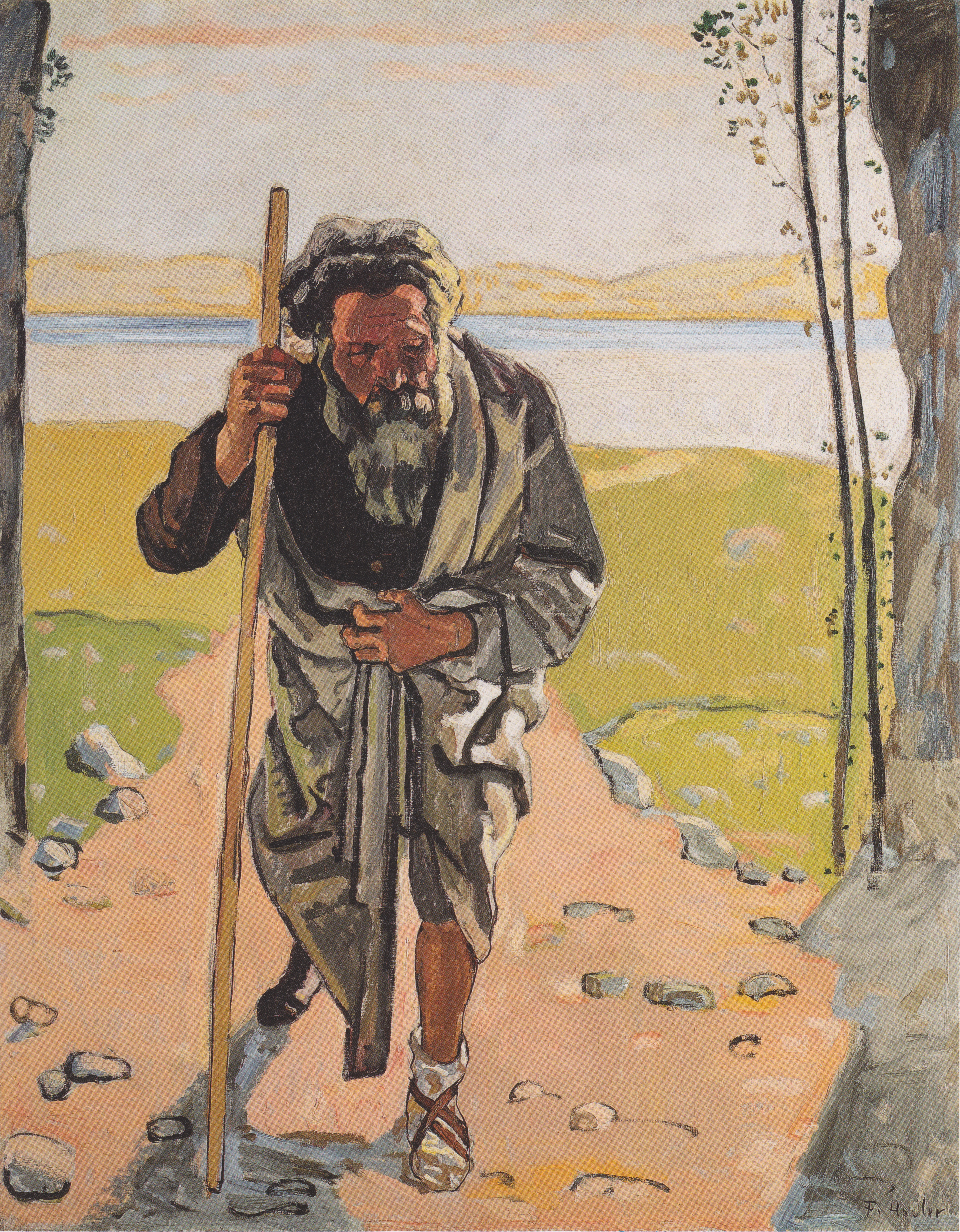
El relato referencia la leyenda del judío errante. Óleo de Ferdinand Hodler (c. 1910)

Heinrich Nussbaum era un judío proveniente de Núremberg que había llegado a Cuenca luego de escapar del régimen nazi. Al llegar se estableció en casa de su tío Walter, quien había arribado años atrás y se había casado con una ecuatoriana. Sin embargo, pronto Heinrich comenzó a tener problemas con su tío, quien lo acusaba de ser ingrato y hablaba mal de él a sus amistades. Según los rumores, las peleas habrían iniciado a causa de la esposa de Walter, que era mucho más joven que él. Finalmente Heinrich decide marcharse, pero pronto se le acaba el dinero y los ataques por ser judío lo obligan a marcharse caminando a Guayaquil.
Durante el camino pasa varios días sin comer debido a que una plaga de peste bubónica asolaba el país e imposibilitaba conseguir trabajo. El hambre lo lleva a desvariar, pero eventualmente encuentra a una mujer indígena que le da alimento a cambio de que la ayudara a enterrar a su esposo, quien había muerto infectado por la peste. Heinrich la ayuda y, además del alimento, la mujer le da un real y medio en monedas.
Heinrich se acerca a una tienda a comprar pan con el real y medio que tenía, pero la dueña recuerda los signos de la leyenda del judío errante y llama al resto de habitantes del pueblo. Al llegar todos acusan a Heinrich de ser el culpable de la peste y de la desaparición de niños. Como prueba señalan el real y medio que había utilizado para comprar y su rostro enjuto y barbudo, además de la palabra de varias vecinas que lo identifican usando como base la novela de Eugène Sue sobre la leyenda. La multitud se sobresalta y empiezan a atacar a piedrazos a Heinrich bajo el grito de: "¡Piedra! ¡Muere, muere judío! ¡Ahora sí que le vamos a vengar a Nuestro Señor!" Heinrich agoniza a causa de los golpes mientras en su mente resuena el pasaje bíblico: "En adelante te llamarás Israel, porque has peleado con Dios y con los hombres, y has vencido. Y vió a Dios cara a cara y fué librada su alma".

## Legado
En 1985, el director Carlos Pérez Agusti realizó una adaptación cinematográfica basada libremente en el cuento, a la que también tituló La última erranza.
Desde 2018, la colección de narrativa del Centro de Publicaciones de la Pontificia Universidad Católica del Ecuador lleva el nombre Última erranza en honor a este cuento.